# 蘭嶼氣象站
交通部中央氣象署蘭嶼氣象站是交通部中央氣象署的氣象站之一，前身是臺灣總督府氣象臺紅頭嶼測候所，位於臺東縣蘭嶼鄉。目前氣象站仍保有日治時期的建築，2005年9月29日臺東縣政府以「蘭嶼氣象站（紅頭嶼測候所、蘭嶼測候所）」名稱公告為臺東縣歷史建築。

## 沿革
紅頭嶼測候所的設立乃是為了加強對颱風的觀測，其建築在昭和十三年（1938年）左右以紅頭嶼觀測所廳舍新築工事名義開始動工；昭和十四年（1939年）11月22日正式公告設立「紅頭嶼測候所」，於隔年1月開始正式的氣象觀測。
二次大戰期間紅頭嶼測候所遭美軍飛機掃射，戰後修復並先後更名為「蘭嶼測候所」、「蘭嶼氣象測站」；民國七十八年（1989年）8月改稱「蘭嶼氣象站」，沿用至今日。

## 建築
蘭嶼氣象站主建築是風力塔與辦公室合一的建築，另有兩棟宿舍，除屋頂從木構瓦頂改成混擬土平頂外，大致結構仍為日治時期所建。此外尚有一棟屋頂倒塌的建築。

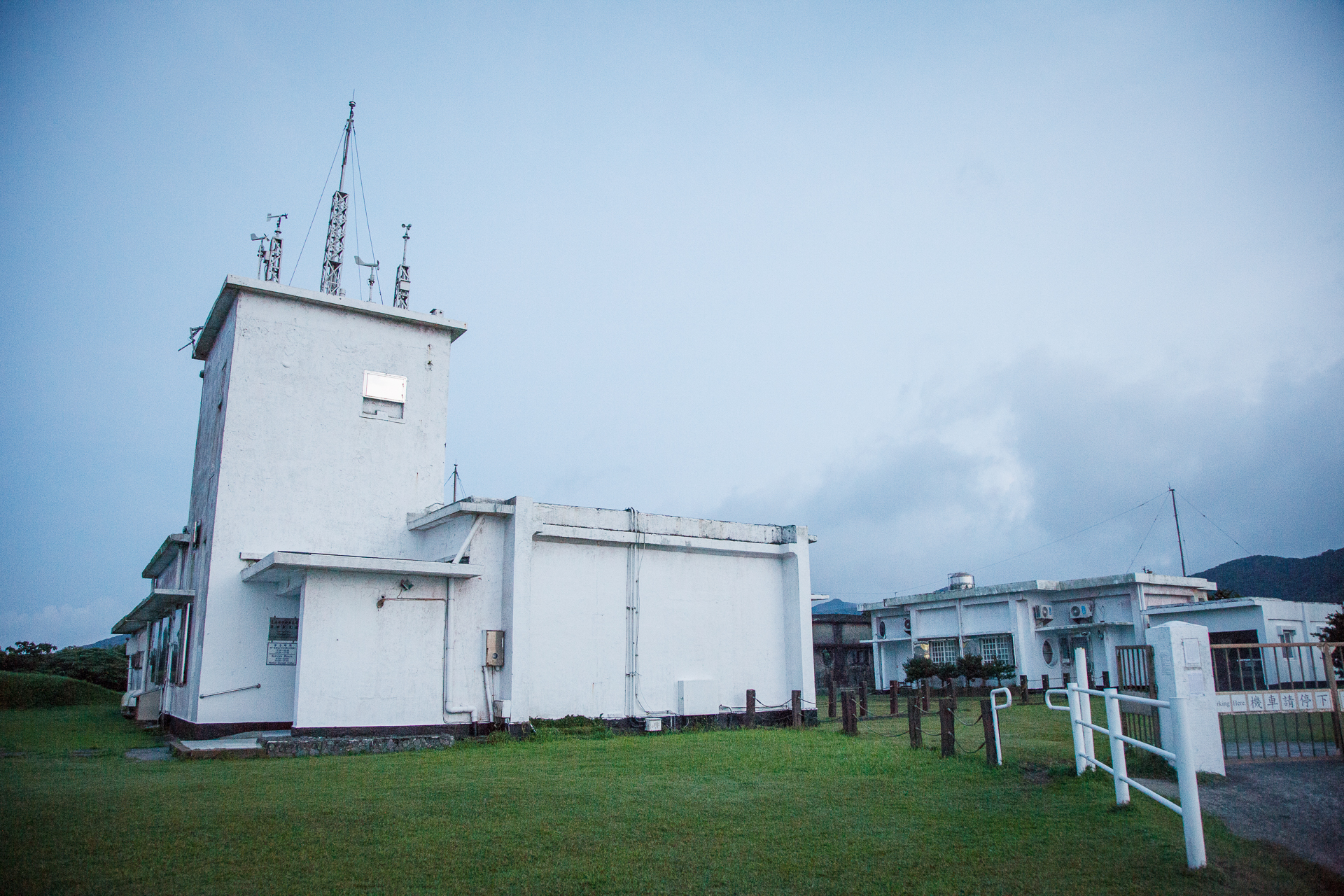
風力塔下方白色建築物即蘭嶼氣象站辦公室。
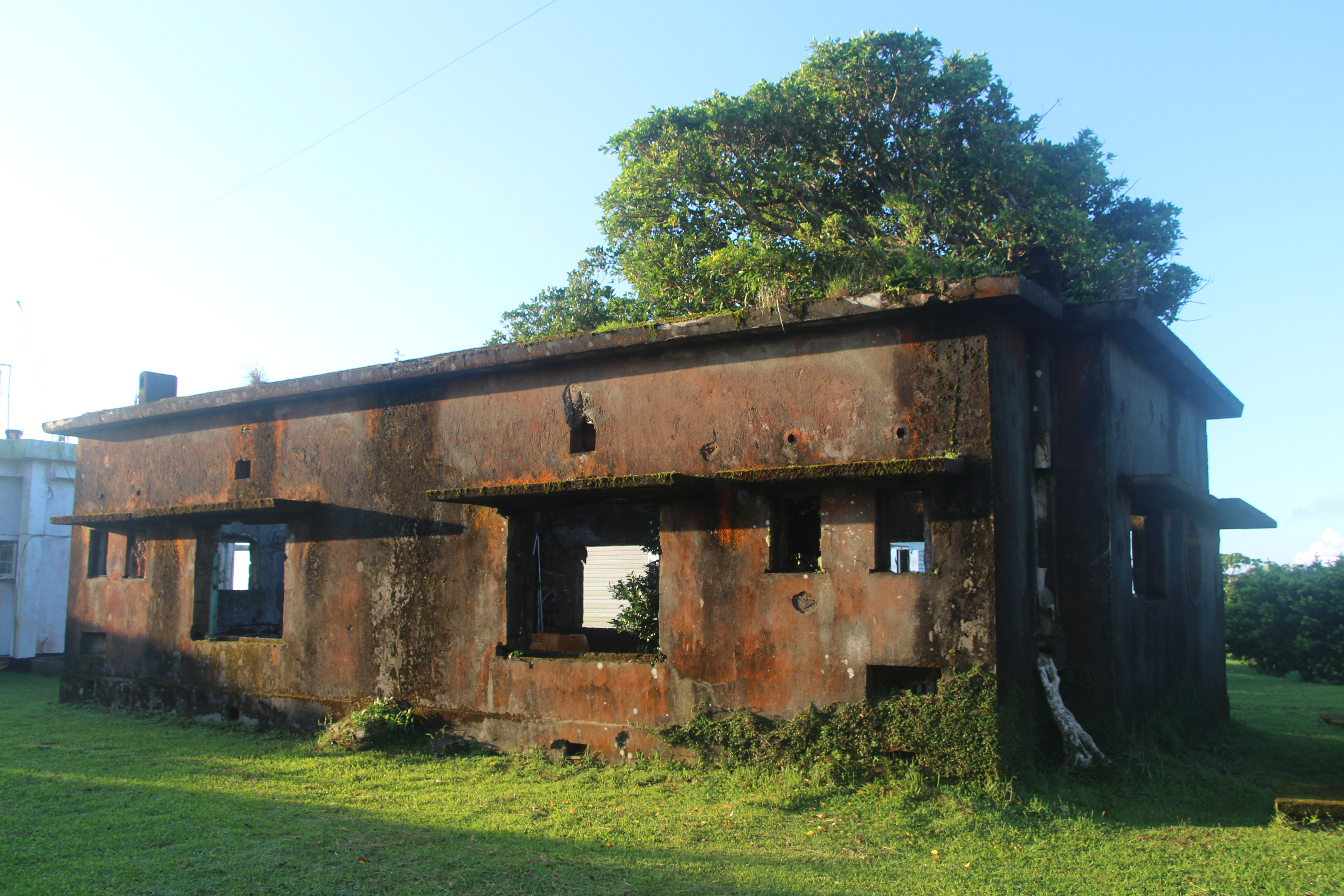
蘭嶼氣象站前身為臺灣總督府氣象臺紅頭嶼測候所。

## 編制
蘭嶼氣象站依據中央氣象署四等氣象站之編制，配有主任1人、職員4人。並按照四等站作業標準， 因離島特殊環境，交通工具不便情況下，採行月輪休制，將現有人員分成兩組：一組值班，一組返臺休假。

## 外部連結
- 交通部中央氣象署蘭嶼氣象站 （页面存档备份，存于）